# نوکیا ۶۳۰۰آی
نوکیا ۶۳۰۰آی یک‌نمونه از گوشی‌های تلفن همراه سری ۶۰۰۰ شرکت نوکیا می‌باشد که توسط همین شرکت به بازار عرضه شده‌است.